# 樋井川
樋井川（ひいかわ、ひいがわ）は、油山を源流とし、福岡市内を流れ博多湾に注ぐ幹川流路延長12.9km、流域面積は 29.1km2の二級河川および福岡市城南区に存在する地名である。

## 地理
流域内の地質は、上流域の油山から片縄山にかけては、中生代白亜紀の花崗閃緑岩（古期領家花崗岩類）が広く分布しており、中・下流域には、新生代第四紀堆積岩類（海成及び非海成層）、中位段丘堆積物が分布している。流域の土地利用は源流部の油山山麓を除きほとんどが市街地となっており、河川沿いには住宅街が広がっている。中流域ではかつては農地が広がっていたが、平成18年（2006年）には宅地が約65%まで増加しており、山林約 32%、農地約 3%と市街化に伴って農地が減少しているが、江戸時代から建造された農業用ため池が現在も数多く存在している。沿岸域では昭和57年（1982年）4月に始まった埋め立てによって百道海岸に138haの土地が造成され、ウォーターフロントとして福岡タワー、福岡ドーム、MARK IS 福岡ももち、百道浜などの複合商業施設が整備されている。海岸は人工海浜として整備されており、海水浴客だけでなく、ビーチバレーなどの大会も開催されるなど、福岡市のレジャースポットとして市民に親しまれている。流域には油山市民の森（水の森）、一本松川緑道、堤南公園、柏原公園など親水的に整備された区間や、市民による草刈りなどで自主的に管理されている河道内オープンスペースもあり都市河川であるにもかかわらず日常的に水に親しめる場として利用されている。

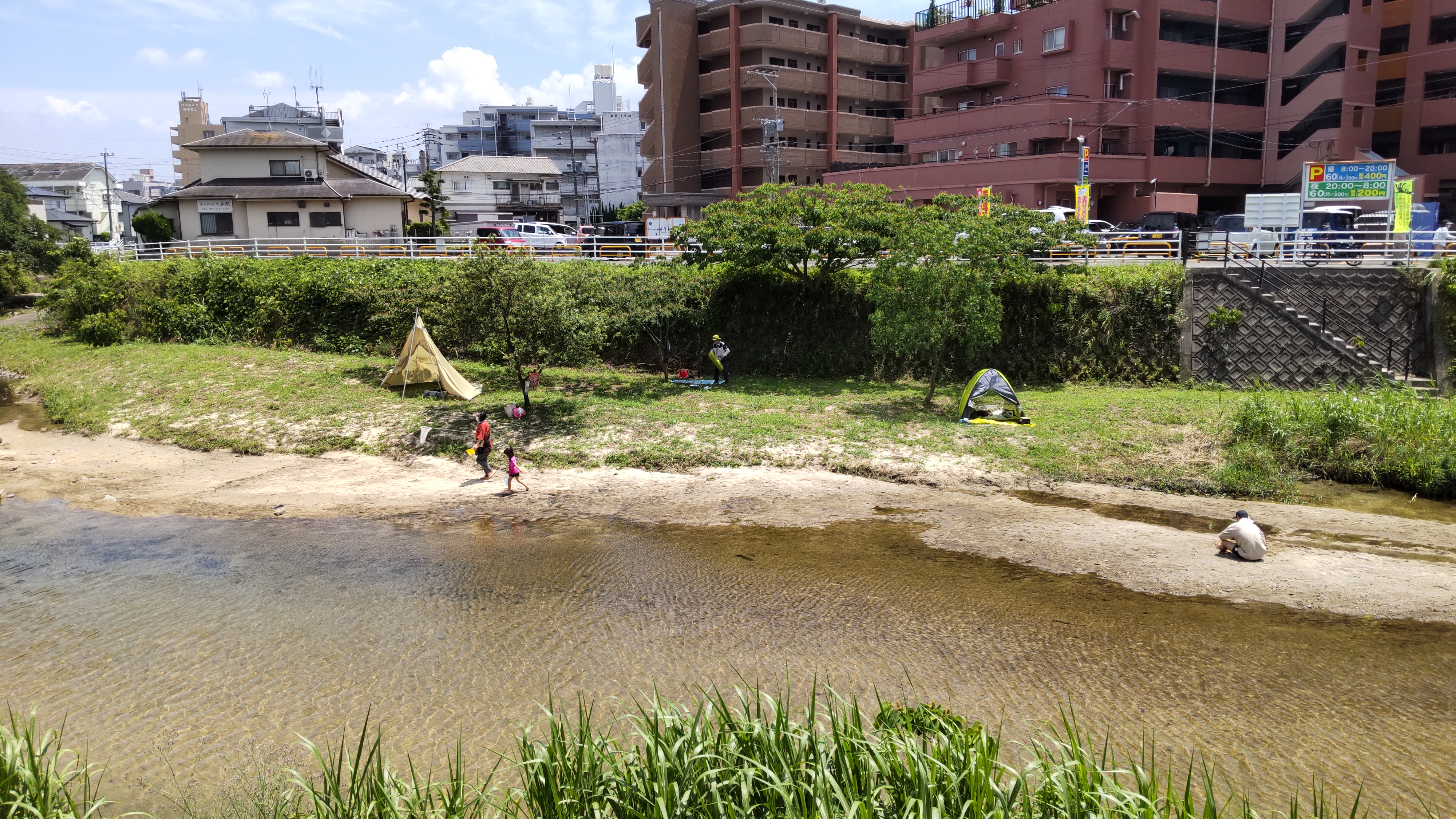
地域による河川管理と河川利用

### 支流
油山、片縄山を源流として城南区、中央区、南区、早良区を流れる。

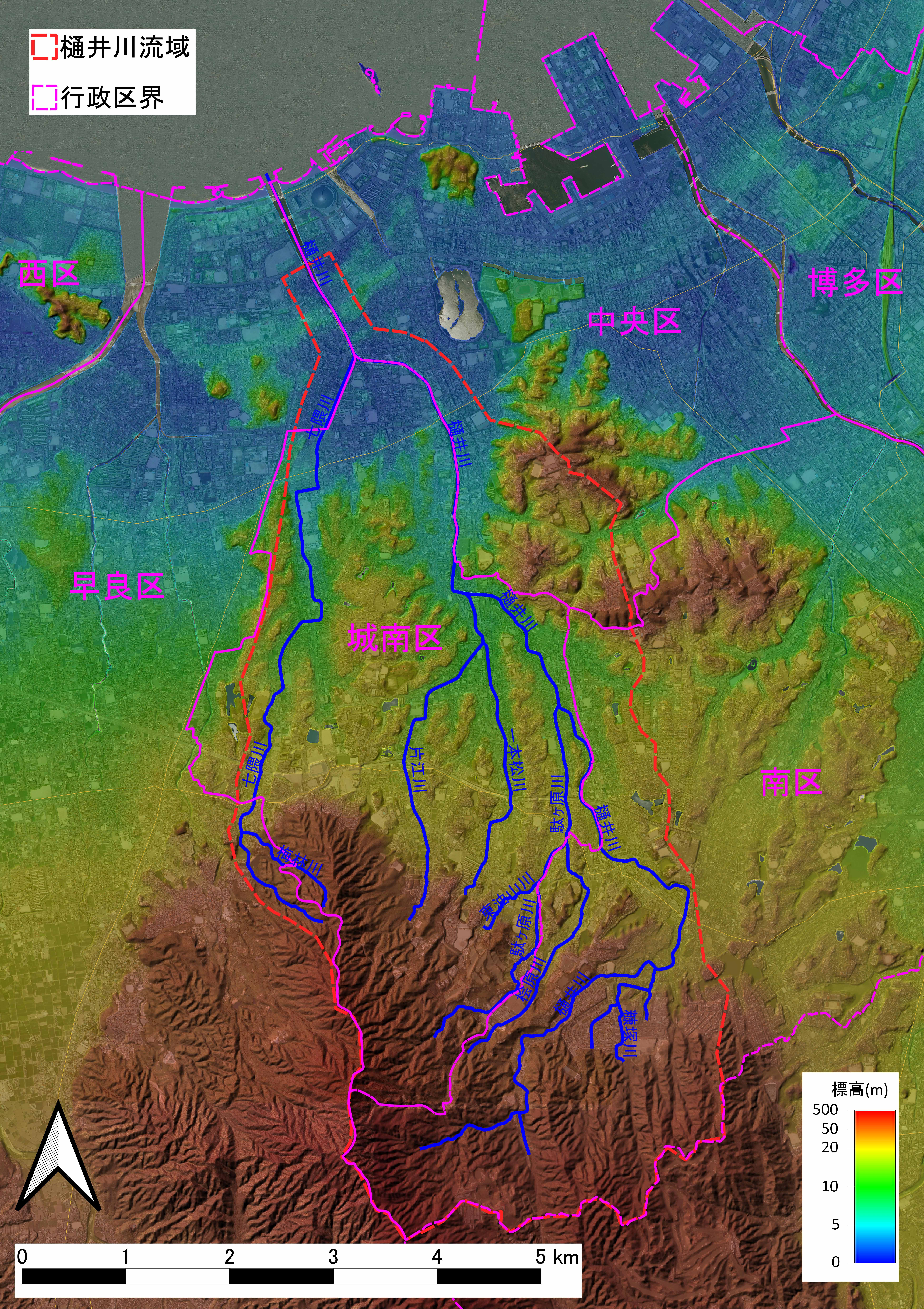
樋井川流域の地形図

- 七隈川
  - 梅林川
- 一本松川
  - 片江川
- 駄ケ原川
  - 桧原川
  - 東油山川
- 四十塚川
- 糠塚川
  - 糠塚谷川
- 柏原川

## 主な橋梁
河口側から樋井川本川に架かる橋梁について列挙する。
- なぎさ橋（人道橋）[注釈 1]
- よかトピア橋（地行百道線）
- ふれあい橋（人道橋）
- 百道浜橋（よかトピア通り）
- 新今川橋（しんいまがわばし、明治通り)
- 旧今川橋（いまがわばし、西新78号線、旧唐津街道）
- 上今川橋（かみいまがわばし、鳥飼藤崎線）
- 城西橋（じょうせいばし、城南線）
- 鳥飼橋
- 塩屋橋
- 草ヶ江新橋
- 別府橋（別府橋通り、国道202号)
- 樋井川筑肥橋
- 梅光園橋
- 新田島橋（筑肥新道）
- 田島橋
- 紅江（こうえ）橋
- 友泉亭橋
- 長尾新橋（油山観光道路）
- なかよし橋
- 隈橋
- 五反田橋（長尾線）
- 長尾橋
- 境橋（水道道）
- 戸井橋
- 樋井川橋（大池通り）
- 幸（みゆき）橋
- 下屋敷橋
- 中城戸橋
- 田谷橋
- やかた橋
- 桜橋
- 柏原橋
- 新中島橋
- 羽黒大橋
- 山田橋

## 流域の主な施設など
河口付近から列挙する。

### 早良区
- 福岡タワー
- シーサイドももち海浜公園
- シーサイドももち
- 福岡市博物館
- 福岡国際医療福祉大学
- 西南学院中学校・高等学校，西南学院大学
- 福岡県立修猷館高校

### 中央区
- 福岡ドーム
- MARK IS 福岡ももち
- まもるーむ福岡
- 福岡市科学館
- 福岡大学附属大濠中学校・高等学校

### 城南区
- 友泉亭公園
- 一本松川緑道
- 堤南公園
- 片江風致公園
- 福岡カトリック神学院（旧 日本カトリック神学院福岡キャンパス）
- 福岡大学
- 福岡市立博多工業高等学校

### 南区
- 柏原公園
- 桧原運動公園
- 花畑園芸公園
- ABURAYAMA FUKUOKA
- 夫婦石浄水場
- 福岡県立柏陵高等学校

## 自然
源流である油山の北側斜面一帯については、保安林の指定とともに油山市民の森を中心とした森林とのふれあいの場として市民に広く親しまれており、継続的な森林保全などの対策が課題となっている。上流にはサワガニ、タカハヤやなどがみられ、中流域ではオイカワやカワムツといった遊泳性の魚類のほか、アユ、シロウオ、ニホンウナギ、シノボリ類、テナガエビ、モクズガニなどの回遊性生物の遡上も見られ、多くはないがミナミメダカ、ドジョウも生息している。比較的水深のある場所ではコイやギンブナなども見られ地域住民に親しまれているが、特に色鯉については「樋井川鯉の里祭り」として長尾校区を中心に行われた観賞用の個体の放流に由来するものと考えられる。下流域ではスズキ、ボラ、ヤマトシジミなどの汽水性生物がみられる。平成26年までの改修では河道の連続性に配慮した改修が行われ生物の移動阻害となる構造物の撤去・改修が行われたため、シロウオの産卵場の拡大、純淡水域である駄ケ原川との合流点付近までマハゼなどの汽水域に生息する魚類の遡上もみられた。外来種としてはブラックバス、ブルーギル、カムルチー、ミシシッピアカミミガメなどが普通にみられる。中流域の河道内には、セイバンモロコシ、セイタカアワダチソウ、アレチハナガサなどが繁茂しており在来のヨシやオギの生息場を脅やかしている。また、近年はコンクリート構造物周辺にヤナギバルイラソウが分布を広げており、その動向について注視する必要がある。

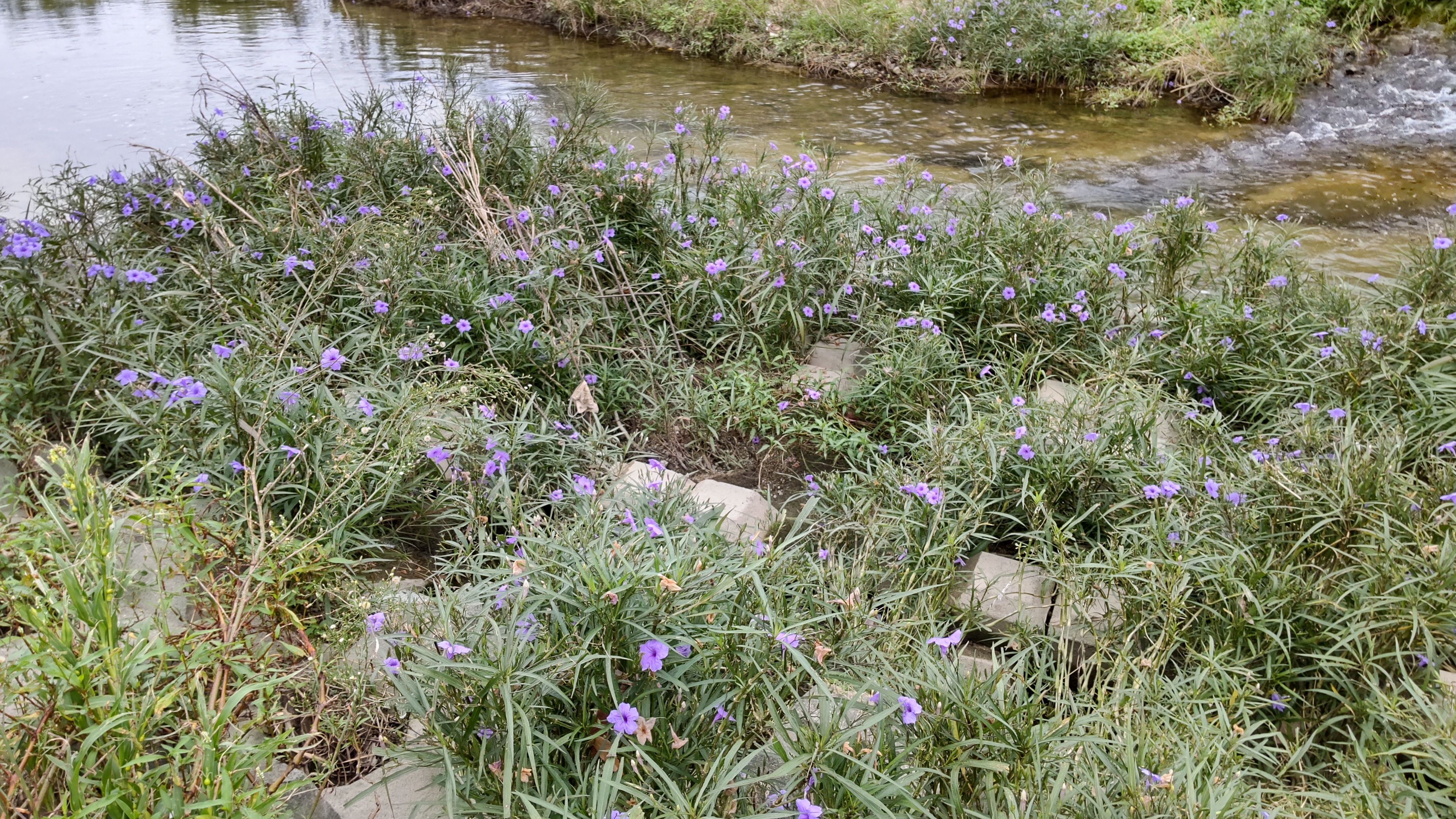
コンクリート構造物周辺に群生するヤナギバルイラソウ

## 水害
- 昭和28年西日本水害。九州北部の河川がほぼ全て氾濫。総降水量 621.4mm（6月25日から6月28日）床上浸水 5787戸、床下浸水 25,215カ所、堤防被害 112カ所、橋梁被害 45カ所 （福岡市内）[8]。
- 昭和38年福岡大水害。総降水量 376.5mm（6月29日から7月3日）床上浸水 9,650戸、床下浸水 18,100カ所、堤防被害 48カ所、橋梁被害 24カ所 （福岡市内）[8]。
- 平成11年福岡豪雨災害（6.29豪雨災害）床上浸水 9戸、床下浸水190戸[1]。
- 平成21年7月中国・九州北部豪雨では、柏原雨量観測所で最大時間雨量91mmを観測。増水した水がはん濫し田島、鳥飼地区などで床上・床下あわせて410棟が浸水。7月24日19時過ぎ、田島橋でははん濫危険水位を約1m超える最高水位4,240mmを記録した[1]

## 河川改修
昭和38年6月の大出水を契機として、昭和38年度から昭和43年度にかけて河川災害復旧助成事業により河川改修が実施された。さらに、昭和46年度から平成6年度にかけて都市小河川改修事業（現在の都市基盤河川改修事業）により河口から鳥飼橋まで河川改修が実施された。平成21年7月中国・九州北部豪雨の後は、平成22年から平成26年までの計画で床上浸水対策特別緊急事業が採択された。河口から駄ヶ原川合流点までの5,900mを事業区間とし、河道掘削および護岸の補強が行われた。河川改修にあたっては、多自然工法が採用されており、河道の断面形状を変えないスライドダウンや生物の移動を阻害する帯工や護床工に代わる早瀬工・瀬淵工を導入するなどの工夫が行われている。

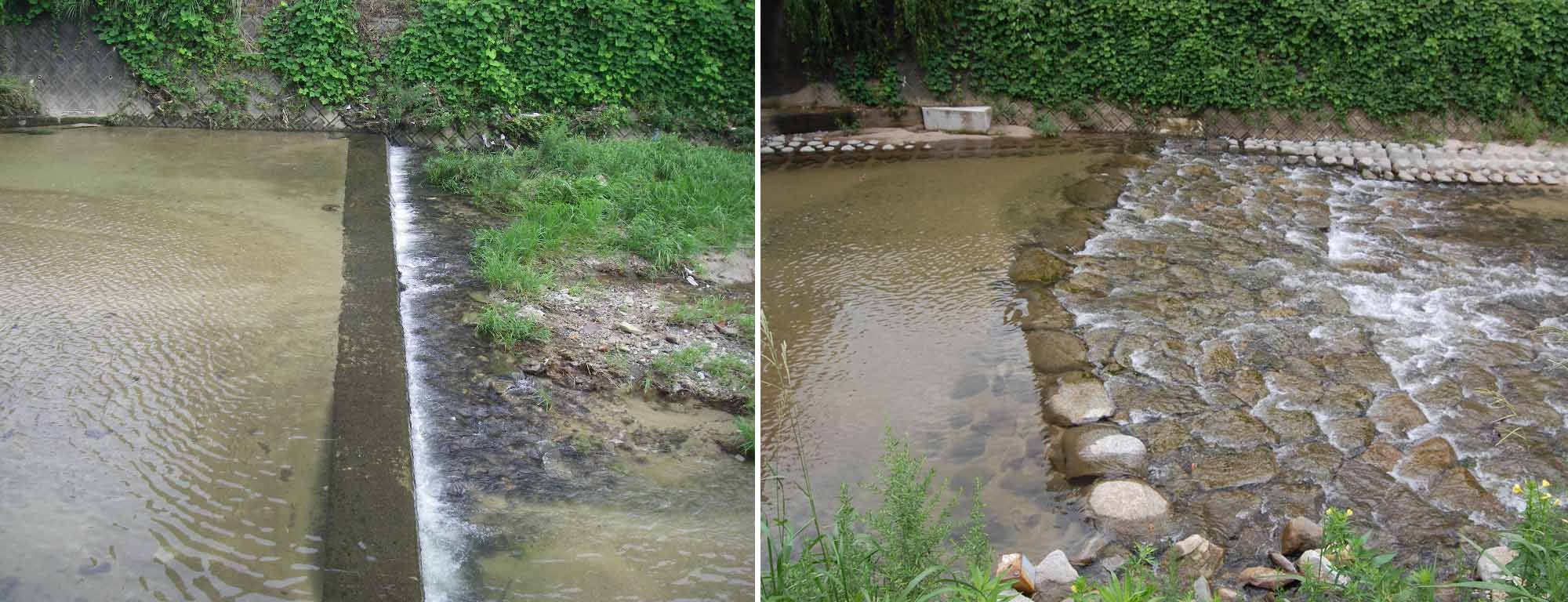
帯工から早瀬工への多自然工法による改修（左：改修前（2010年7月1日撮影）、右：改修後（2014年8月17日撮影）

## 流域治水の推進
流域の都市化が進んでいるため、近年の水害は都市型水害として認識されており、河道への雨水の流出を抑制する流域整備が求められている。平成26年に策定された河川整備計画では「策定又は改定後、概ね10年毎に進捗状況を確認し、状況に応じて河川整備計画の見直しを行う」こととなっており、河川整備計画の見直しによって、流域分担によるプラスαの流出抑制を行うことを明確に位置づけており、流域治水の概念を河川整備計画に盛り込んだ先駆的な河川と言える。

## 河川愛護団体
河川清掃や除草等のボランティア活動も行われており、福岡県による「クリーンリバー推進対策事業」を活用した河川愛護団体として以下の団体が登録されている。
・みずべでまったり団：長尾橋から境橋までの区間を拠点として定期的に草刈りや清掃を行っている。
・水と緑の楽校：長尾新から友泉亭橋までを拠点として定期的に草刈りや清掃を行っている。
・38リバークリーンクラブ：不定期で草刈りや清掃を行っている。